# Geodéta
A geodéziával foglalkozó szakember a geodéta. A magyar FEOR 2135 szám alatt tartalmazza a Földmérő és térinformatikust, aki a Föld felületének és létesítményeinek vízszintes és magassági felmérésével, helyük meghatározásával és ábrázolásával foglalkozik. A földmérésben és a térképészetben használt eszköz segítségével felméri a terepen található alakzatokat, elkészíti ezek digitális és grafikus térképeit és egyéb képi ábrázolásait.

### Feladatai
- a terepen található természetes és mesterséges alakzatok helyszíni felmérése;
- térképen feltüntetett földfelszíni és földalatti létesítmények pontos helyének kitűzése;
- hidak, építmények, épületek süllyedésének és mozgásainak mérése;
- a mérési adatok feldolgozása és a számítások elvégzése;
- légi- és műholdfelvételek kiértékelése, adataik alapján különböző célú térképek előállítása;
- különböző célú és részletezettségű térképek, grafikonok készítése, ezek különféle számítógépes alkalmazások segítségével történő feldolgozása;
- számítógépes adatbázisok létrehozása és kezelése;
- együttműködés más szakemberekkel, munkacsoport(ok) irányítása;
- a földmérő műszerek és a mérési-számítási technológiák, szoftverek továbbfejlesztése;
- a földmérés és a térképkészítés gazdasági és technikai kérdéseinek tanulmányozása;
- a Föld felszínének és alakjának meghatározása, együttműködve más szakterületekkel;
- alagutak, bányák és más földalatti létesítmények, a tengerek, folyók és tavak medrének felmérése, meghatározása, leírása és ábrázolása;
- térképek tervezése, összeállítása és átdolgozása légi, műholdas és egyéb felvételek, földmérési dokumentumok és adatok, meglévő térképek és nyilvántartások, jelentések és statisztikák felhasználásával;
- földmérő és fotogrammetriai mérési rendszerekkel, kataszteri rendszerekkel és földtani információs rendszerekkel kapcsolatos kutatások és fejlesztések végzése.